# Elecciones municipales de Tacna de 2010
Las elecciones municipales de Tacna de 2010 se llevaron a cabo el 3 de octubre de 2010 para elegir al alcalde y al Concejo Provincial de Tacna para el periodo 2011-2014. La elección se celebró simultáneamente con elecciones regionales y municipales (provinciales y distritales) en todo el Perú.

## Sistema electoral
La Municipalidad Provincial de Tacna es el órgano administrativo y de gobierno de la provincia de Tacna. Está compuesta por el alcalde y el Concejo Provincial.
La votación del alcalde y el concejo se realiza en base al sufragio universal, que comprende a todos los ciudadanos nacionales mayores de dieciocho años, empadronados y residentes en la provincia de Tacna y en pleno goce de sus derechos políticos, así como a los ciudadanos no nacionales residentes y empadronados en la provincia de Tacna.
El Concejo Provincial de Tacna está compuesto por 11 regidores elegidos por sufragio directo para un período de cuatro (4) años, en forma conjunta con la elección del alcalde (quien lo preside). La votación es por lista cerrada y bloqueada. Se asigna a la lista ganadora los escaños según el método d'Hondt o la mitad más uno, lo que más le favorezca.

## Composición del Concejo Provincial de Tacna
La siguiente tabla muestra la composición del Concejo Provincial de Tacna antes de las elecciones.
| Partidos | Partidos                                      | Regidores |
| -------- | --------------------------------------------- | --------- |
|          | Movimiento Independiente Regional Tacna Unida | 7         |
|          | Coordinadora Nacional de Independientes       | 3         |
|          | Partido Nacionalista Peruano                  | 1         |

## Partidos y candidatos
A continuación se muestra una lista de los principales partidos y alianzas electorales que participaron en las elecciones:
| Candidatura | Candidatura | Partidos y alianzas                                        | Candidatos | Candidatos                | Ideología                                                          | Resultado previo | Resultado previo | Ref. |
| Candidatura | Candidatura | Partidos y alianzas                                        | Candidatos | Candidatos                | Ideología                                                          | Votos (%)        | Reg.             | Ref. |
| ----------- | ----------- | ---------------------------------------------------------- | ---------- | ------------------------- | ------------------------------------------------------------------ | ---------------- | ---------------- | ---- |
|             | TU          | Lista - Movimiento Independiente Regional Tacna Unida (TU) |            | Luis Torres Robledo       | Regionalismo tacneño                                               | 25.14%           | 7                |      |
|             | CT          | Lista - Contigo Tacna (CT)                                 |            | Juan Bornaz Acosta        | Regionalismo tacneño                                               | 3.92%            | 0                |      |
|             | RN          | Lista - Restauración Nacional (RN)                         |            | Abel Bolaños Herencia     | Liberalismo económico Conservadurismo social Humanismo cristiano   | 3.80%            | 0                |      |
|             | AP          | Lista - Acción Popular (AP)                                |            | Nancy Velásquez Yupanqui  | Humanismo Nacionalismo cívico Reformismo                           | Nuevo            | Nuevo            |      |
|             | PP          | Lista - Perú Posible (PP)                                  |            | Wilma Melchor Cohaila     | Socioliberalismo Democracia liberal Tercera vía                    | Nuevo            | Nuevo            |      |
|             | SU          | Lista - Siempre Unidos (SU)                                |            | Roger Zavala Vicente      | Partido atrapalotodo                                               | Nuevo            | Nuevo            |      |
|             | APP         | Lista - Alianza para el Progreso (APP)                     |            | Franco Vargas Sánchez     | Liberalismo económico Conservadurismo liberal Populismo de derecha | Nuevo            | Nuevo            |      |
|             | FN          | Lista - Fuerza Nacional (FN)                               |            | María Sotomayor Arredondo | Conservadurismo social Liberalismo económico                       | Nuevo            | Nuevo            |      |
|             | DN          | Lista - Despertar Nacional (DN)                            |            | José Nieto Quispe         | Nacionalismo de izquierda Socialismo democrático                   | Nuevo            | Nuevo            |      |
|             | FDP         | Lista - Fonavistas del Perú (FDP)                          |            | Julio Medina Castro       | Socialismo Nacionalismo de izquierda Ecologismo                    | Nuevo            | Nuevo            |      |
|             | TN          | Lista - Takana Nacionalista (TN)                           |            | Richard Ríos Ticona       | Regionalismo tacneño                                               | Nuevo            | Nuevo            |      |
|             | TA          | Lista - Tacna en Acción (TA)                               |            | Fidel Carita Monroy       | Regionalismo tacneño                                               | Nuevo            | Nuevo            |      |
|             | R           | Lista - Recuperemos Tacna (R)                              |            | Marina Quihue de Cuadros  | Regionalismo tacneño                                               | Nuevo            | Nuevo            |      |
|             | AGUA        | Lista - Movimiento Político Regional El Agua (AGUA)        |            | Salvador Linares Pérez    | Regionalismo tacneño                                               | Nuevo            | Nuevo            |      |

## Resultados

### Sumario general
|                        |                                                    |              |              |              |           |           |  |  |
| Partidos y coaliciones | Partidos y coaliciones                             | Voto popular | Voto popular | Voto popular | Regidores | Regidores |  |  |
| Partidos y coaliciones | Partidos y coaliciones                             | Votos        | %            | ±pp          | Total     | +/−       |  |  |
|                        | Tacna en Acción (TA)                               | 58,730       | 40.25        | Nuevo        | 7         | +7        |  |  |
|                        | Movimiento Independiente Regional Tacna Unida (TU) | 35,734       | 24.49        | –0.65        | 3         | –4        |  |  |
|                        | Fonavistas del Perú (FDP)                          | 11,688       | 8.01         | Nuevo        | 1         | +1        |  |  |
|                        | Fuerza Nacional (FN)                               | 8,393        | 5.75         | Nuevo        | 0         | ±0        |  |  |
|                        | Acción Popular (AP)                                | 7,637        | 5.23         | n/a          | 0         | ±0        |  |  |
|                        | Restauración Nacional (RN)                         | 6,376        | 4.37         | +0.57        | 0         | ±0        |  |  |
|                        | Recuperemos Tacna (R)                              | 4,012        | 2.75         | Nuevo        | 0         | ±0        |  |  |
|                        | Takana Nacionalista (TN)                           | 3,412        | 2.34         | Nuevo        | 0         | ±0        |  |  |
|                        | Contigo Tacna (CT)                                 | 2,717        | 1.86         | –2.06        | 0         | ±0        |  |  |
|                        | Alianza para el Progreso (APP)                     | 2,402        | 1.65         | Nuevo        | 0         | ±0        |  |  |
|                        | Siempre Unidos (SU)                                | 1,754        | 1.20         | Nuevo        | 0         | ±0        |  |  |
|                        | Movimiento Político Regional El Agua (AGUA)        | 1,412        | 0.97         | Nuevo        | 0         | ±0        |  |  |
|                        | Perú Posible (PP)                                  | 1,164        | 0.80         | n/a          | 0         | ±0        |  |  |
|                        | Despertar Nacional (DN)                            | 478          | 0.33         | Nuevo        | 0         | ±0        |  |  |
|                        |                                                    |              |              |              |           |           |  |  |
| Total                  | Total                                              | 145,909      |              |              | 11        | ±0        |  |  |
|                        |                                                    |              |              |              |           |           |  |  |
| Votos válidos          | Votos válidos                                      | 145,909      | 84.50        | –4.24        |           |           |  |  |
| Votos en blanco        | Votos en blanco                                    | 16,676       | 9.66         | +4.84        |           |           |  |  |
| Votos nulos            | Votos nulos                                        | 10,079       | 5.84         | –0.59        |           |           |  |  |
| Votos emitidos         | Votos emitidos                                     | 172,664      | 89.55        | –1.57        |           |           |  |  |
| Abstenciones           | Abstenciones                                       | 20,142       | 10.45        | +1.57        |           |           |  |  |
| Votantes registrados   | Votantes registrados                               | 192,806      |              |              |           |           |  |  |
|                        |                                                    |              |              |              |           |           |  |  |
| Fuente:                |                                                    |              |              |              |           |           |  |  |

## Elecciones municipales distritales

### Resultados por distrito
La siguiente tabla enumera el control de los distritos de la provincia de Tacna. El cambio de mando de una organización política se resalta del color de ese partido.
| Distrito                             | Alcalde(sa) titular      | Partido político | Partido político             | Alcalde(sa) electo(a)    | Partido político | Partido político        |
| ------------------------------------ | ------------------------ | ---------------- | ---------------------------- | ------------------------ | ---------------- | ----------------------- |
| Alto de la Alianza                   | Luis Mamani Churacutipa  |                  | Partido Nacionalista Peruano | Willy Méndez Chávez      |                  | Unión por el Perú       |
| Calana                               | Juan Ramos Arocutipa     |                  | Contigo Tacna                | Juan Ramos Arocutipa     |                  | Partido Aprista Peruano |
| Ciudad Nueva                         | Genaro Condori Ramos     |                  | Contigo Tacna                | Hugo Mita Alanoca        |                  | Juntos por el Cambio    |
| Coronel Gregorio Albarracín Lanchipa | Víctor Cabrera Zolla     |                  | Partido Aprista Peruano      | Santiago Curi Velásquez  |                  | El Futuro es Ahora      |
| Inclán                               | José Chávez Rejas        |                  | Tacna Unida                  | Tito Chocano Rabanal     |                  | Acción Popular          |
| Pachía                               | Víctor Cutipa Melchor    |                  | Partido Nacionalista Peruano | César Huayta Tintaya     |                  | Siempre Unidos          |
| Palca                                | Aureliano Gutiérrez Ayca |                  | Contigo Tacna                | Aureliano Gutiérrez Ayca |                  | Siempre Unidos          |
| Pocollay                             | Fausto Foraquita Mendoza |                  | Alianza Vecinal              | Luis Ayca Cuadros        |                  | Siempre Tacna           |
| Sama                                 | Eduardo Fuentes Linares  |                  | Partido Aprista Peruano      | Milton Juárez Vera       |                  | Contigo Tacna           |